# Drosophila meridiana
Drosophila meridiana là một loài ruồi giấm bản địa của Bắc Mỹ.